# 프레데리크 시니스트라

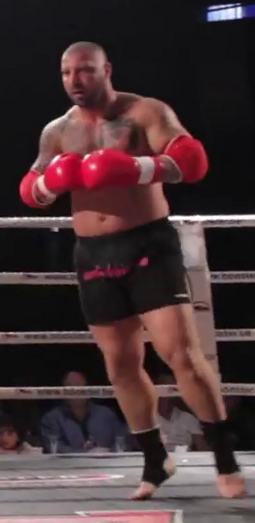

프레데리크 시니스트라(Frédéric Sinistra, 1980년 1월 13일 ~ 2021년 12월 15일)는 벨기에의 킥복싱 선수이다.
세랭에서 태어나 킥복싱을 독학했다. 벨기에 챔피언 타이틀을 네 차례, 세계 챔피언을 세 차례 받았다. 한때 ‘장의사(the Undertaker)’와 ‘벨기에 최강의 남자’라는 별명을 가지고 있었다.
반 백신 운동가이기도 한 시니스트라는 2021년 11월 말 코로나19에 감염되어 병원에 입원했지만, ‘작은 바이러스’일 뿐이라며 스스로 퇴원했다. 이후 하벨란허에서 코로나19에 의한 합병증으로 사망했다.